# Фіона (ураган)
Ураган «Фіона» (англ. Hurricane Fiona) – потужний і руйнівний тропічний циклон, найпотужніший посттропічниц циклон за всю історію спостережень. Це також був найдорожчий циклон, який обрушився на країну, поки цей рекорд не перевершив ураган Деббі у 2024 році. Це був шостий названий шторм, третій ураган і перший великий ураган сезону атлантичних ураганів 2022 року.
Будучи першим островом, який постраждав від шторму, Гваделупа отримала майже рекордну кількість опадів на території Франції, залишивши 40% населення без води на кілька днів. У Пуерто-Рико виникла найсильніша повінь з часів Марії в 2017 році, яка відчувалася по всій території, і на всьому острові відбулося відключення світла. Без води залишилася третина населення краю, там загинули щонайменше шістнадцять людей. У Домініканській Республіці та Теркс і Кайкос сильні опади та повені обрушилися на країни Карибського басейну разом із сильними вітрами.
Згідно з атмосферним тиском, «Фіона» також була найпотужнішим циклоном, який вплинув на Канаду. 

## Метереологічна історія

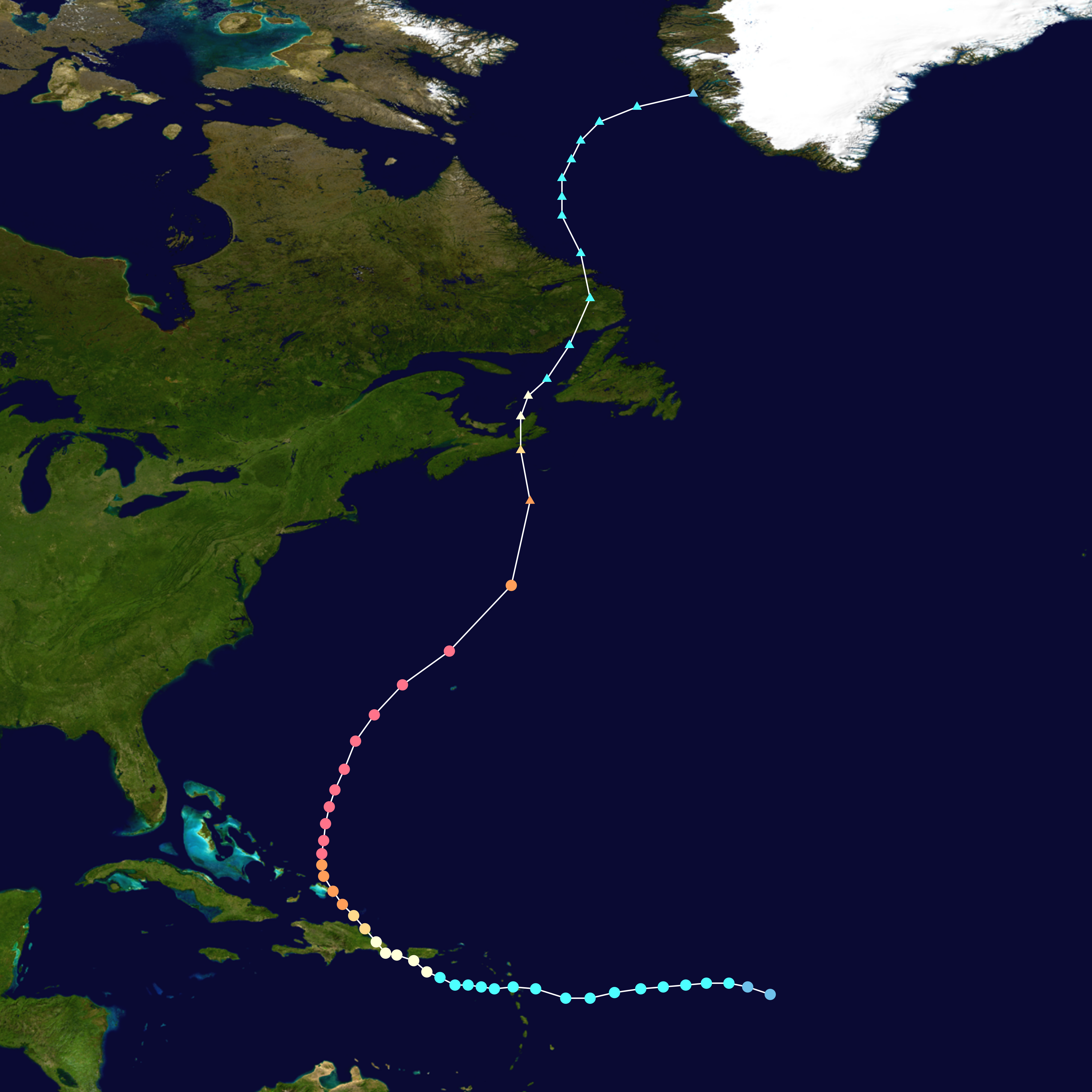
Map plotting the storm's track and intensity, according to the Saffir–Simpson scale

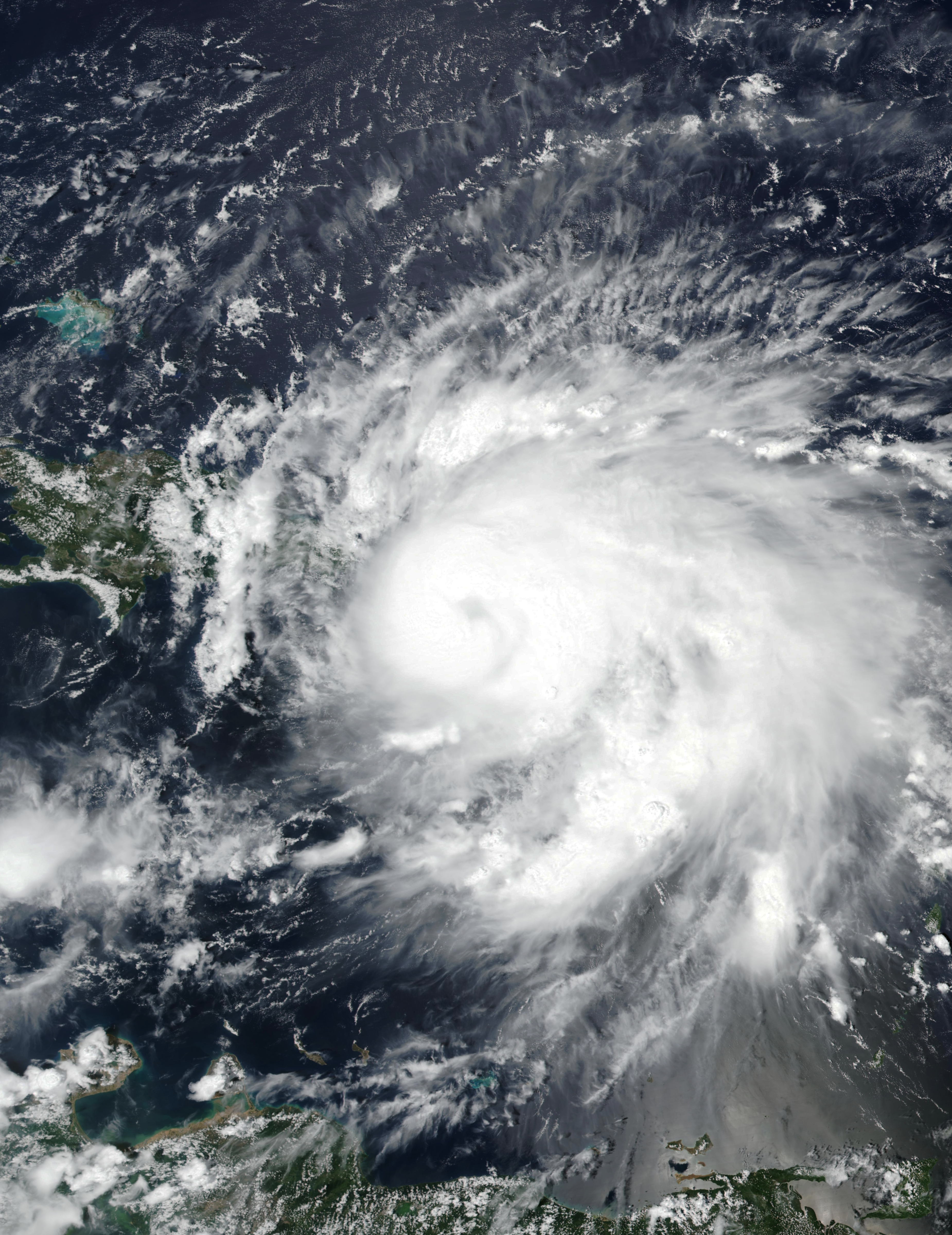
Ураган "Фіона" наближається до Пуерто-Рико та Еспаньйоли 18 вересня

Ранком 12 вересня, NHC почав спостерігати за поступовим розвитком тропічної хвилі над центральною тропічною частиною Атлантики, хоча умови навколишнього середовища для розвитку були оцінені як незначно сприятливі. 
Незважаючи на це, злива та гроза в межах  неспокою почали ставати більш концентрованими пізніше того ж дня,  потім посилилися та стали краще сформованими протягом наступного дня.  Циркуляція, пов'язана з системою, стала більш чіткою і зберігалася протягом ночі та до ранку 14 вересня, досягнувши достатнього формування, щоб пізніше того ж дня було визначено як "Сьомий тропічний занепад".  Незважаючи на триваючий вплив помірного західного зсуву та сухого середнього повітряного потоку,  нові супутникові зображення показали, що западина посилилася, таким чином о 01:45 UTC 15 вересня  він став тропічним штормом Фіона. 16 вересня коли шторм увійшов у східну частину Карибського басейну, він пройшов на північ від Гваделупи.  Рано 18 вересня шторм посилився в ураган, наближаючись до Пуерто-Рико.  18 вересня о 19:20 UTC око Фіони з'явилось вздовж південно-західного узбережжя Пуерто-Рико поблизу Пунта-Токон між муніципалітетами Лахас і Кабо-Рохо, з максимальним стійким вітром 75 вузлів (85 миля/год; 140 км/год) і мінімальний центральний тиск 986 мбар (29,12 дюйм рт. ст.), згідно з  Національним центром спостереження за ураганами.  Шторм виник над протокою Мона і трохи посилився, перш ніж досягти Домініканської Республіки поблизу Бока-де-Юма близько 07:30 UTC наступного ранку з максимальною стійкістю вітру 80 вузлів (90 миля/год; 150 км/год) і мінімальний центральний тиск 977 мбар (28,85 дюйм рт. ст.) .  Фіона трохи послабшала над сушею, але після появи біля північного узбережжя Домініканської Республіки та назад над Атлантичним океаном вона знову почала посилюватися, досягнувши інтенсивність Категорії 2,19 вересня о 21:00 UTC .  Наступного ранку він досяг інтенсивність категорії 3 о 06:00 UTC, ставши першим великим ураганом сезону.  Поступове зміцнення тривало, і 21 вересня о 06:00 UTC ураган Фіона стала Категорією 4.  23 вересня до 00:00 UTC Фіона досягла мінімального центрального тиску 932 мбар (27,5 дюйм рт. ст.)  30,8° пн  Фіона потім трохи ослабла, опустившись до категорії 3 о 09:00 UTC,  але знову зміцнилася до категорії 4 через шість годин;  на той час із центральним тиском 936 мбар (27,6 дюйм рт. ст.) або нижче, шторм також набував найінтенсивнішої категорії 4 атлантичного урагану зафіксованого на такій північній широті.  Через шість годин, коли вона почала взаємодіяти з жолобом середнього та верхнього рівня, Фіона знову почала слабшати та прискорилася на північний-північний схід зі швидкістю 40 миль за годину (64 км/год),  і згодом став посттропічним циклоном .24 вересня до 07:00 UTC, центр колишньої Фіони вийшов на півострів Кансо, Нова Шотландія, поблизу Гайсборо; на підставі спостережень із сусідньої метеостанції на острові Харт, центральний тиск на той час був оцінений у 931 мбар (27,5 дюйм рт. ст.), найнижчий за всю історію спостережень у зв’язку з посттропічним циклоном, що вийшов на сушу в Канаді, і, ймовірно, новий національний рекорд від будь-якого шторму, який очікує перевірки.  Пориви вітру в Новій Шотландії перевищували 160 км/год (99 миль/год), а Арісайг зафіксував максимальну швидкість 179 км/год (111 миль/год). В кінці 24 вересня надзвичайно великі хвилі досягли Атлантичного узбережжя Нової Шотландії. Дані буя вказували на висоту хвилі від 5 м (16 футів) до 8 м (26 футів). Найбільші морські хвилі були поблизу та на схід від шляху Фіони; на це вказують супутникові дані та звіти з буя на березі Банкеро, де середня висота хвиль становила від 12 м (39 футів) до 15 м (49 футів), а пік хвиль досягав 30 м (98 футів).

## Підготовка

24 вересня ураган "Фіона" обрушився на Нову Шотландію

Після присвоєння імені Фіона, сповіщення про тропічні шторми були видані для островів Саба, Сент-Естатіус, Сен-Мартен, Антигуа і Барбуда, Сент-Кітс і Невіс, Монтсеррат і Ангілья .  Двома попередженнями пізніше було підвищено рівень попередження про тропічні шторми, а спостереження було продовжено на південь до Гваделупи, Сен-Бартельмі та Сен-Мартен .  Коли Фіона рухалася на захід, для Пуерто-Рико та Віргінських островів США було введено попередження про тропічні шторми. У деяких частинах Домініканської Республіки також встановили спостереження за тропічними штормами.   
17 вересня в Пуерто-Рико, а невдовзі й у Домініканській Республіці, було розпочато перші спостереження за ураганами. До 14:00 UTC того ж дня попередження про урагани в Пуерто-Рико було оновлено до попередження про ураган, а спостереження поширено на Віргінські острови США .  
На підході до Атлантичної Канади безпрецедентна сила Фіони спонукала Канадський центр спостереження за ураганами попередити жителів про «сильні дощі» та потужний «ураганний вітер». У центрі також назвали подію "важкою".  Боб Робішо, метеоролог Канади з питань навколишнього середовища та зміни клімату, сказав, що цей шторм буде таким, який «усі пам’ятають». 
Станом на 24 вересня в Карибському басейні було підтверджено дев'ятнадцять загиблих від урагану "Фіона".

## Наслідки
| Округ/область            | Смерті | Збиток ( USD )            | Ref.                        |
| ------------------------ | ------ | ------------------------- | --------------------------- |
| Гваделупа                | 1      | Невідомо                  | [ 27 ]                      |
| Домініка                 | 0      | Невідомо                  |                             |
| Пуерто-Рико              | 16     | 100 доларів США мільйон   | [ 28 ] [ 29 ] [ 30 ] [ 31 ] |
| Домініканська республіка | 2      | Невідомо                  | [ 32 ]                      |
| Теркс і Кайкос           | 0      | Невідомо                  |                             |
| Бермудські острови       | 0      | Невідомо                  |                             |
| Канада                   | 0      | Невідомо                  |                             |
| Всього                   | 19     | > 100 доларів США мільйон |                             |

### Гваделупа
На Гваделупі випала велика кількість дощу зі швидкістю понад 150 мм на годину в деяких місцях, де річки змили дороги та мости, і одна людина загинула, коли її будинок знесло під час повені поблизу Рів’єр-де-Пер в окрузі Бас-Тер . Вогнеборці здійснили 130 заходів, врятували 23 людини. Циклонічне підвищення досягало від 2 до 4 метрів, а пориви перевищували 90 км/год з піком 105 км/год у Бає-Маольт і 98 км/год у Анс-Бертран .  22 вересня міністр Жан-Франсуа Каренко оголосив зону стихійного лиха.
| Опади | Опади | Опади | Шторм         | Розташування             | Ref |
| Ранг  | мм    | in    | Шторм         | Розташування             | Ref |
| ----- | ----- | ----- | ------------- | ------------------------ | --- |
| 1     | 582   | 22.91 | Luis 1995     | Dent de l'est(Soufrière) |     |
| 2     | 534   | 21.02 | Fiona 2022    | Saint-Claude             |     |
| 3     | 508   | 20.00 | Marilyn 1995  | Saint-Claude             |     |
| 4     | 466   | 18.35 | Lenny 1999    | Gendarmerie              |     |
| 5     | 389   | 15.31 | Hugo 1989     |                          |     |
| 6     | 318   | 21.52 | Hortense 1996 | Maison du Volcan         |     |
| 7     | 300   | 11.81 | Jeanne 2004   |                          |     |
| 8     | 223.3 | 8.79  | Cleo 1964     | Deshaies                 |     |
| 9     | 200   | 7.87  | Erika 2009    |                          |     |
| 10    | 165.3 | 6.51  | Earl 2010     | Sainte-Rose(Viard)       |     |

### Пуерто-Рико
18 вересня ураган "Фіона" спричинив знеструмлення на всій території Пуерто-Рико.  Вітри від шторму накрили весь острів, принісши сильні дощі.  Того дня президент США Джо Байден оголосив надзвичайний стан через ураган.  Попередження про раптову повінь було оголошено 19 вересня  . Через проливний дощі внаслідок урагану "Фіона" дороги були очищені від тротуарів, з будинків зірвало дахи, принаймні один міст повністю змило. Мільйон людей, близько 33% населення, залишилися без питної води. Через два дні після шторму менше ніж 10% споживачів відновили електропостачання. Датчик біля Понсе виміряв 31,34 дюйма дощу (796 міліметрів),  тоді як пориви вітру досягали 113 миль/год (165 км/год).  По всьому острову було зафіксовано багато зсувів.  Було втрачено сільське господарство на суму близько 100 мільйонів доларів.  
18 вересня 2022 президент США Джо Байден оголосив надзвичайний стан через шторм  року, і всі рейси до та з міжнародного аеропорту Луїса Муньоса Маріна були скасовані.  Того ж дня наслідки сильних дощів у Фіоні припинили подачу електроенергії в Пуерто-Рико.  Щонайменше шістнадцять смертей у Пуерто-Рико приписують урагану.
Щонайменше 670 людей були врятовані з постраждалих місць після повені Фіони.  Президент США Джо Байден схвалив декларацію про стихійне лихо на острові, дозволивши фінансувати пошуково-рятувальні роботи, видалення сміття, а також притулок і їжу, серед іншого, протягом місяця.  Пошкодження та уламки, що залишилися від Фіони, не дозволили рятувальникам і офіційним особам потрапити в постраждалі райони. Станом на 22 вересня в притулках залишалося 470 осіб і 48 домашніх тварин.  Оголошення Байдена про стихійне лихо також дозволило FEMA надати допомогу постраждалим у 55 муніципалітетах і надати державну допомогу в усіх 78 з них. 7 мільйонів літрів води, 4 мільйони готових до вживання страв, понад 215 генераторів, 100 000 брезентів тощо, було надано на чотирьох складах навколо Пуерто-Рико.

### Домініканська республіка
Око урагану "Фіона" вийшло вздовж узбережжя Домініканської Республіки поблизу Бока-де-Юма 19 вересня о 07:30 UTC .  Це був перший ураган, який обрушився на територію країни за 18 років. 
Президент Луїс Абінадер оголосив надзвичайний стан у п’яти південно-східних провінціях і трьох північно-східних провінціях і запланував відвідати Ла-Альтаграсію, Ель-Сейбо та Хато-Майор — найбільш постраждалі провінції — 20 вересня 2022 року.  Більше одного мільйону людей залишилися без водопроводу, а ще 350 000 жителів країни залишилися без електрики після зникнення урагану "Фіона".   Загальна кількість опадів становить 8—16 дюймів (200—410 мм) які, затопили країну.  У Домініканській Республіці загинуло щонайменше 2 людини та зруйновано 600 будинків. 
| Опади | Опади   | Опади | Шторм                | Розташування      | Ref |
| Ранг  | мм      | in    | Шторм                | Розташування      | Ref |
| ----- | ------- | ----- | -------------------- | ----------------- | --- |
| 1     | 1,058.7 | 41.68 | Hurricane #15 (1970) | Jayuya 1 SE       |     |
| 2     | 962.7   | 37.90 | Maria 2017           | Caguas            |     |
| 3     | 845.6   | 33.29 | Eloise 1975          | Dos Bocas         |     |
| 4     | 804.4   | 31.67 | Isabel 1985          | Toro Negro forest |     |
| 5     | 796.0   | 31.34 | Fiona 2022           | Ponce             |     |
| 6     | 775.0   | 30.51 | Georges 1998         | Jayuya            |     |
| 7     | 751.8   | 29.60 | San Felipe II 1928   | Adjuntas          |     |
| 8     | 662.2   | 26.07 | Hazel 1954           | Toro Negro Tunnel |     |
| 9     | 652.5   | 25.69 | Klaus 1984           | Guavate Camp      |     |
| 10    | 596.4   | 23.48 | Hortense 1996        | Cayey 1 NW        |     |

### Теркс і Кайкос
Око Фіони пройшло через острів Гранд-Теркс, серйозно вплинувши на телекомунікації на архіпелазі.  Щонайменше 40% території залишилися без електрики, повідомлялося про повне знеструмлення в Північному Кайкосі, Мідл-Кайкосі, Південному Кайкосі, Гранд-Терку та Солт-Кей . 30% Провіденсьялеса зазнали відключень електроенергії.  Незважаючи на це, збитки на архіпелазі були помірними, загиблих не було. 

### Бермудські острови
Незважаючи на те, що Фіона проходила на захід від острова, великі розміри Фіони викликали тривалий тропічний штормовий вітер над Бермудськими островами протягом кількох годин; Міжнародний аеропорт імені Л. Ф. Уейда поблизу Гамільтона повідомив про порив 93 миля/год (150 км/год) .  Понад 80% території острова зазнали відключень електроенергії, але в цілому серйозних пошкоджень не було. 

### Атлантична Канада
| Опади | Опади | Опади | Шторм          | Розташування          | Ref |
| Ранг  | мм    | in    | Шторм          | Розташування          | Ref |
| ----- | ----- | ----- | -------------- | --------------------- | --- |
| 1     | 302.0 | 11.89 | Harvey 1999    | Oxford, NS            |     |
| 2     | 249.9 | 9.84  | Beth 1971      | Halifax, NS           |     |
| 3     | 238.0 | 9.37  | Igor 2010      | St. Lawrence, NL      |     |
| 4     | 224.8 | 8.85  | Matthew 2016   | Sydney, NS            |     |
| 5     | 213.6 | 8.41  | Hazel 1954     | Snelgrove, ON         |     |
| 6     | 200.4 | 7.89  | Chantal 2007   | Argentia, NL          |     |
| 7     | 192.0 | 7.55  | Fiona 2022     | Osborne Head, NS      |     |
| 8     | 191.0 | 7.52  | Bertha 1990    | Hunter's Mountain, NS |     |
| 9     | 185.0 | 7.28  | Sandy 2012     | Charlevoix, QC        |     |
| 10    | 175.0 | 6.90  | Gabrielle 2001 | St. John's, NL        |     |

Фіона є «найглибшою системою низького тиску, коли-небудь зареєстрованою на канадській землі», з тиском 931 мілібар.  Шторм спричинив великі повені в південно-східному Нью-Брансвіку, північному сході Нової Шотландії та південному Ньюфаундленді  . Багато дерев було повалено та вирвано з корінням у більшості східних частин Нової Шотландії, а також у більшості південно-східного Нью-Брансвіка, більшості на Остріві Принца Едварда та деяких частинах Ньюфаундленду. Кілька будинків також змило в Ньюфаундленді. Фіона залишила без світла понад п'ятсот тисяч клієнтів.  Повідомляється, що одна людина зникла безвісти  та один поранений.

## Дивіться також
- Ураган Сан-Роке 1893 року – ураган категорії 3, який пройшов схожий шлях з Фіоною.
- Ураган Джінні (1963) – ураган категорії 2, який раніше був найсильнішим штормом, що вразив Нову Шотландію.
- Ураган «Гортенз» (1996) – ураган категорії 4, який мав майже ідентичну траєкторію та інтенсивність до Фіони.
- Ураган Хуан (2003) – шторм, який обрушився на Нову Шотландію як ураган категорії 2, хоча і набагато менший за розміром.
- Ураган «Жанна» (2004) — останній ураган, який безпосередньо обрушився на Домініканську Республіку до Фіони.
- Ураган Ігор (2010) – ураган категорії 4, який став найбільш руйнівним ураганом, що обрушився на Ньюфаундленд.
- Ураган «Марія» (2017) – великий ураган, який мав подібний характер до Фіони, і досяг Пуерто-Рико як ураган високої категорії 4, спричинив катастрофічні збитки та повне відключення електроенергії на всьому острові.
- Ураган «Ларрі» (2021) – останній ураган, який досяг Ньюфаундленду.
- Ураган «Франклін» (2023) – останній ураган, який обрушився на Гаїті.

## Зовнішні посилання
- Консультативний архів Національного центру спостереження за ураганами щодо урагану Фіона